# Toni Lüdi
Toni Lüdi (* 6. Januar 1945 in Taufkirchen) ist ein deutscher Filmarchitekt, Bühnenbildner und Hochschullehrer.

## Leben
Lüdi studierte Malerei an der Londoner Kunsthochschule (Art College) in Hammersmith und an der Akademie der Bildenden Künste München. Seinen ersten Kontakt zum Film knüpfte der Schweizer 1968, als er eine Rolle in Hans W. Geißendörfers Fernsehfilm „Der Fall Lena Christ“ übernahm. Von 1968 bis 1970 betrieb Lüdi mit dem später beim deutschen Unterhaltungsfernsehen tätigen, britischstämmigen Kollegen Anthony Powell ein Atelier für grafisches Design. Später arbeiteten beide an zahlreichen Unterhaltungssendungen mit Showcharakter wie „Info-Show“, „Hermann van Veen“ und „Clown & Co.“.
Seit 1970 ist Lüdi Chefdesigner von Filmbauten für das deutsche Fernsehen tätig. Seitdem hat Lüdi die Szenenbilder für weit über 100 Sendungen entworfen, darunter Fernsehspiele und Unterhaltungssendungen für den Bayerischen Rundfunk und den Südwestfunk. 1985 engagierte ihn Geißendörfer, für den er bereits 1978 die Dekorationen der achtteiligen TV-Produktion ‘Theodor Chindler’ entworfen hatte. Das Ergebnis war die Grundausstattung für die langlebige Serie Lindenstraße, Deutschlands erste Soap-Opera.
Seinen Einstand beim Kinofilm gab Lüdi Ende 1976, als er mit seiner Ehefrau Heidi Lüdi für die Entwürfe zu Wim Wenders’ „Der amerikanische Freund“ verpflichtet wurde. Seitdem war Lüdi für ausgesuchte Inszenierungen zentraler deutscher Filmemacher tätig. „Am beeindruckendsten gerieten ihm die Dekorationen zu Geißendörfers Thomas-Mann-Adaption „Der Zauberberg“, für die er und seine Frau 1982 mit dem Bundesfilmpreis ausgezeichnet wurden.“ 1985 setzte er einige Entwürfe Dante Ferrettis zu der Umberto-Eco-Verfilmung Der Name der Rose um. Nach siebenjähriger Kinoabstinenz kehrte Lüdi 1994 mit sehr kargen Interieurs in dem Massenmörder-Psychogramm Der Totmacher zur großen Leinwand zurück.

## Verbands- und Lehrtätigkeiten
Lüdi saß zwischen von 1983 und 1991 im Vorstand vom Verband der Szenenbildner, Filmarchitekten und Kostümbildner und war auch dessen Geschäftsführer. Von 1988 bis 1991 war er überdies Mitglied der Verwertungsgesellschaft Bild-Kunst. Er war 2003 eines der Gründungsmitglieder der Deutschen Filmakademie und engagierte sich anschließend im Vorstand der Deutschen Filmakademie.
Toni Lüdi war auch als Lehrer im Bereich Design aktiv. So unterrichtete er als Professor Innenarchitektur an der Fachhochschule Rosenheim und seit 2000 an der Hochschule für Film und Fernsehen in München im Studiengang „Film- und Fernsehszenenbild“.

## Filmografie (komplett, ohne TV-Shows)
Als Filmarchitekt beim Kino, wenn nicht anders angegeben
- 1971: Das goldene Ding (TV) (Assistenz)
- 1972: Marie (TV) (Assistenz)
- 1977: Der amerikanische Freund
- 1977: Das zweite Gesicht der Christa Klages
- 1978: Deutschland im Herbst
- 1979: Theodor Chindler (TV)
- 1979: Im Herzen des Hurrican
- 1979: Der Preis fürs Überleben
- 1980: Panische Zeiten
- 1980: Endstation Freiheit
- 1981: Der Zauberberg
- 1982: Die Heartbreakers
- 1983: Trauma
- 1983: Ediths Tagebuch
- 1983: Versteckt (Forbidden)
- 1984: Abwärts
- 1985: Lindenstraße (TV-Serie, Urdesign)
- 1988: Der Bär (L’ours)
- 1988–1992: Die zweite Heimat – Chronik einer Jugend (Fernsehserie)
- 1995: Der Totmacher
- 1998: Das Frankfurter Kreuz
- 2004: Alphateam – Die Lebensretter im OP (TV-Serie, eine Folge)
- 2011: Manipulation
- 2012: Eine wen iig, dr Dällebach Kari